# ليندا باتيستا
ليندا باتيستا (بالبرتغالية: Linda Batista‏) هي مغنية وممثلة برازيلية، ولدت في 14 يونيو 1919 بساو باولو في البرازيل، وتوفيت في 17 أبريل 1988.

## وصلات خارجية
- ليندا باتيستا على موقع IMDb (الإنجليزية)
- ليندا باتيستا على موقع قاعدة بيانات الفيلم (الإنجليزية)